# Aéroport d'Elâzığ
L'aéroport d'Elâzığ (code IATA : EZS • code OACI : LTCA) est un aéroport desservant la ville d'Elâzığ, en Turquie. Ouvert en 1940, il est un des plus anciens aéroports du pays en activité. L'ancienne piste 09/27 a été fermée et a fait place a une nouvelle piste orientée 13/31. Un nouveau terminal a également été construit en 2012.

## Situation
| Adana Ankara Antalya Antioche Bodrum-Milas Dalaman Denizli Elâzığ Istanbul Sabiha-Gökçen Izmir Trabzon / Trébizonde Gaziantep Diyarbakır Kayseri Samsun Van Erzurum Konya Gazipaşa Malatya |

| Adana Ankara Antalya Antioche Bodrum-Milas Dalaman Denizli Elâzığ Istanbul Sabiha-Gökçen Izmir Trabzon / Trébizonde Gaziantep Diyarbakır Kayseri Samsun Van Erzurum Konya Gazipaşa Malatya |

## Compagnies aériennes et destinations
| Compagnies       | Destinations                                                              |
| ---------------- | ------------------------------------------------------------------------- |
| AJet             | Ankara Esenboğa, Istanbul-S. Gökçen                                       |
| Pegasus Airlines | Istanbul-S. Gökçen, Izmir-A. Menderes En saison: Cologne/Bonn-K. Adenauer |
| SunExpress       | En saison: Düsseldorf, Francfort, Stuttgart                               |
| Turkish Airlines | Istanbul En saison: Stuttgart                                             |

Édité le 14/03/2019  Actualisé le 24/05/2023

## Statistiques de fréquentation
Pour des raisons techniques, il est temporairement impossible d'afficher le graphique qui aurait dû être présenté ici.

Voir la requête brute et les sources sur Wikidata.